# Tennistoernooi van Moskou 2002
|                                            |  |                                           |
| Magdalena Maleeva, winnares bij de vrouwen |  | Paul-Henri Mathieu, winnaar bij de mannen |

Het tennistoernooi van Moskou van 2002 werd van 30 september tot en met 6 oktober 2002 gespeeld op de overdekte tapijtbanen van het oude Olympisch stadion Olimpijskij in de Russische hoofdstad Moskou. De officiële naam van het toernooi was Kremlin Cup.
Het toernooi bestond uit twee delen:
- WTA-toernooi van Moskou 2002, het toernooi voor de vrouwen
- ATP-toernooi van Moskou 2002, het toernooi voor de mannen

ATP-toernooi van Moskou – WTA-toernooi van Moskou

1996 · 1997 · 1998 · 1999 · 2000 · 2001 · 2002 · 2003 · 2004 · 2005 · 2006 · 2007 · 2008 · 2009 · 2010 · 2011 · 2012 · 2013 · 2014 · 2015 · 2016 · 2017 · 2018 · 2019 · 2020 · 2021